# Богдалек, Ярослав
Ярослав Богдалек (чеш. Jaroslav Bogdálek, 24 мая 1929, Брно — 7 декабря 2022, Брно) — чешский спортсмен-горнолыжник.
Участвовал в трёх соревнованиях на зимних Олимпийских играх 1956 года.